# Мумия Ахаика
Мумия Ахаика (на латински: Mummia Achaica; † 3 пр.н.е.) е майка на римския император Галба и неговия по-стар брат Гай. Тя е внучка на Катул и правнучка на генерал Луций Мумий Ахаик.
Омъжена е за Гай Сулпиций Галба, който e суфектконсул през 5 пр.н.е. Мумия Ахаика умира след раждането на Сервий Сулпиций Галба, бъдещият император Галба (* 24 декември 3 пр.н.е.) в една вила до Тарачина.